# CD: Live
CD: Live era un programma televisivo italiano di genere musicale, in onda dal 27 settembre 2003 al 2007, su Rai 2 per quattro stagioni, basato sul format inglese CD:UK trasmesso sul canale ITV.

## Produzione
Il programma andava in onda nel primo pomeriggio del sabato, in sostituzione di Top of the Pops trasferitosi temporaneamente su Italia 1 e a cui si ispira, in cui venivano trasmessi in diretta, esibizioni musicali di vari artisti dal vivo.
Esso veniva trasmesso dal centro di produzione Rai di via Mecenate a Milano con esibizioni di artisti internazionali collegati anche da Londra e in ogni puntata veniva elaborata una classifica dei singoli più venduti chiamata CD Chart in cui venivano svelate le prime 20 posizioni, poi in seguito, portate a 40, oltre a rubriche a tema musicale di vario genere. La voce fuori campo della CD Chart era quella della doppiatrice Emanuela Pacotto.
La trasmissione venne chiusa nel 2007 per volontà della rete e sostituita da Scalo 76.

## Rubriche
- CD: Live Estate, segmento con interviste a vari artisti del panorama musicale italiano condotto da Eleonora Colombo.
- NU Roads, segmento in cui venivano presentati cantanti emergenti di vari generi condotto da Omar Pedrini.